# Hrycewicze (obwód miński)
Hrycewice (biał. Грыцэвічы; ros. Грицевичи) – agromiasteczko na Białorusi, w rejonie kleckim obwodu mińskiego, nad rzeką Łanią, około 11 km na południowy wschód od Klecka. Siedziba sielsowietu.
W miejscowości działa parafia prawosławna pw. Świętych Apostołów Piotra i Pawła.

## Historia
Pierwsza znana dziś wzmianka o Hrycewiczach pochodzi prawdopodobnie z 1493 roku.
Po II rozbiorze Polski w 1793 roku Hrycewicze, wcześniej należące do województwa nowogródzkiego Rzeczypospolitej, znalazły się na terenie powiatu słuckiego (ujezdu) guberni mińskiej Imperium Rosyjskiego. Po ustabilizowaniu się granicy polsko-radzieckiej w 1921 roku Hrycewicze wróciły do Polski, zostały siedzibą gminy Hrycewicze w powiecie nieświeskim województwa nowogródzkiego, od 1945 roku – w ZSRR, od 1991 roku – na terenie Republiki Białorusi.
Wieś w XIX wieku była dziedzictwem Rejtanów, do śmierci Józefa Rejtana w 1910 roku, kiedy to majątek odziedziczył Henryk Grabowski (1880–1939), syn Marii z Rejtanów (1858–1925), siostry Józefa, i Aleksandra Grabowskiego (1852–1910). Był on ostatnim dziedzicem tych włości. Pod koniec XIX wieku folwark liczył około 760 mórg.
Prawdopodobnie w XVII wieku wybudowano we wsi prawosławną cerkiew pw. śś. apostołów Piotra i Pawła, przebudowano ją w 1855 roku. Nie zachowała się. Po 2000 roku wybudowano we wsi małą, drewnianą cerkiew pod tym samym wezwaniem.

## Dawny dwór

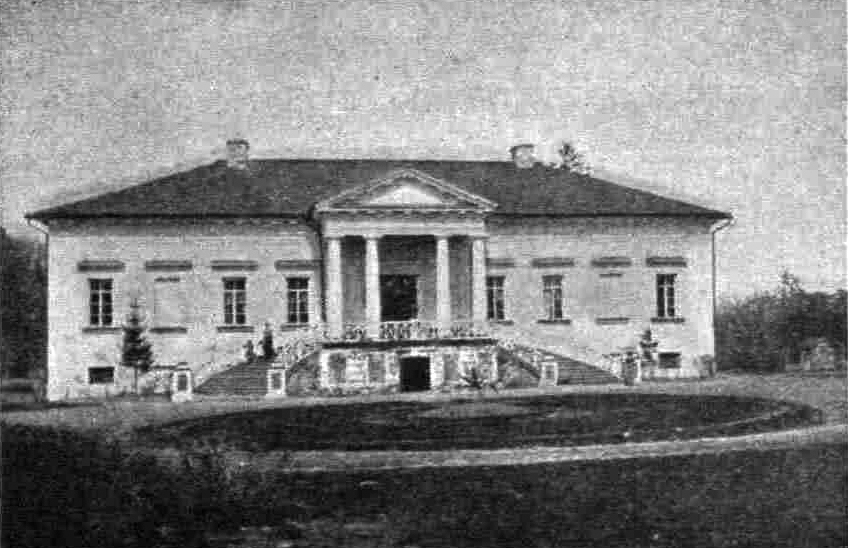
Dwór w 1910 roku

Dawny dwór Rejtanów znany jest jedynie z jednego zdjęcia. Był to klasycystyczny budynek pochodzący najprawdopodobniej z przełomu XIX i XX wieku. Prostokątny, parterowy gmach wzniesiony był na wysokich suterenach. Wysoki parter nadawał domowi wygląd pałacyku. Centralny portyk był zwieńczony trójkątnym szczytem wspartym na dwóch parach doryckich kolumn. Pod wysoko wzniesiony portyk prowadziły owalnie zakreślone schody. Dom był przykryty niezbyt wysokim czterospadowym dachem z dwoma kominami. Przed domem znajdował się gazon.
Dwór istniał prawdopodobnie jedynie do I wojny światowej. W 2005 roku rozebrano ostatnie z zabudowań dworskich.
Majątek w Hrycewiczach został opisany w 2. tomie Dziejów rezydencji na dawnych kresach Rzeczypospolitej Romana Aftanazego.